# لطفي بندقة
لطفي بندقة هو ممثل ومؤلف تونسي كوميدي قدم عدة مسلسلات ومسرحيات تونسية.كتب السيناريو الخاص بمسلسل جاري يا حمودة سنة 2004 مع عفيف القاني بإخراج عبد الجبار البحوري
له عدة مشاركات في اعداد وإخراج كاميرا خفية بقناة حنبعل التونسية وشاركت معه بطولة التمثيل ابنة اخته المثلة فاتنة بن زرب.

## حياته
بدأ لطفي بندقة في لعب كرة القدم في صغره التي كان يحبها كثيرا ثم درس ميكانيكا الطائرات. عاش طفولة صعبة جدا فيها كثير من الضرب والإهانة حيث عمل مع ابيه في محل لبيع المواد العذائية في عمر 6 سنوات. روى في أحد الحوارات التلفزية أن أباه كان يحرمه من اللعب مع أصدقائه وأنه اضطر في بعض الأحيان أن يجوب الشوارع لبيع الورد أو الأكباش هو واخته . كتب عن البعض من طفولته في سيناريو جاري ياحمودة الذي كتبه عندما كان الهادي (لطفي بندقة) وحمودة (نور الدين بن عياد) فوق أحد الأسطح عندما سأله الأخيرعن سبب قيامه بأعمال طفولية.

## التلفزيون
- ريح المسك لعز الدين الحرباوي 1999-2000 بدور المنصف
- جاري يا حمودة لعبد الجبار البحوري 2004 بدور الهادي
- الاتجاه المشاكس لرفيق المؤدب 2006 + 2009 + 2010 بدور هيكل بلقاسم
- فيلم اخر ديسمبر لمعز كمون 2010 بدور إبراهيم
- مجلس الشيوخ للمنصف الكاتب 2012
- بندقيات للمنصف الكاتب بدور عثمان 2018
- الي ليك ليك لقيس شقير 2018 + 2019 بدور سي الحبيب
- الهربة لقيس شقير 2019 بدور سي الجيلاني مدير إقليم الشرطة
- إبن خلدون لسامي فعور 2021 بدور المدير العام المنصف بن إسماعيل

## روابط خارجية
- لطفي بندقة على موقع IMDb (الإنجليزية)
- لطفي بندقة على موقع قاعدة بيانات الأفلام العربية
- لطفي بندقة على موقع ألو سيني (الفرنسية)